# Samuel Elliott & Sons
Samuel Elliot & Sons Ltd. (kurz: Elliott oder Elliott’s) war eine britische Tischlerei, die in der ersten Hälfte des 20. Jahrhunderts hochwertige Möbel und Ladeneinrichtungen herstellte, zeitweise aber auch Automobilkarosserien baute. Im Automobilbereich wurde Elliott durch seine Aufbauten für Sportwagen der Donald Healey Motor Company bekannt.

## Unternehmensgeschichte
Samuel Elliott (* 1838; † 12. Dezember 1915) übernahm 1860 eine von seinem Großvater gegründete Tischlerei in Newbury (Grafschaft Berkshire). Nach deren Insolvenz kam es 1895 mit neuen Investoren in Newbury zur Neugründung der Elliott’s Moulding and Joinery Company Ltd., als deren angestellter Betriebsleiter Samuel Elliott zunächst arbeitete. Dieser Betrieb existierte bis 1974. 1902 machte sich Samuel Elliott erneut selbständig und gründete mit finanzieller Unterstützung von J.C. Fidler die Samuel Elliott & Sons Ltd., die in Caversham, einem Stadtteil von Reading, ansässig war. Samuel Elliott leitete das Unternehmen bis zu seinem Tod im Jahr 1915; danach übernahmen seine Söhne Albert und Cecil das Geschäft. Sie blieben bis 1946 bzw. 1954 im Management tätig. Zuletzt führte Samuel Elliotts Enkel Lionel das Unternehmen. Nachdem Lionel Elliott bei einer Geschäftsreise in Bagdad ums Leben gekommen war, geriet das Unternehmen in wirtschaftliche Schwierigkeiten. 1960 verlor es seine Selbständigkeit. Elliott wurde von der Holdinggesellschaft Development Securities Ltd. übernommen und mit einer anderen zum Konzern gehörenden Großtischlerei zur Samuel Elliott and John P White Ltd. verschmolzen.
In den 1920er- und 1930er-Jahren hatte Samuel Elliott & Sons bis zu 1000 Mitarbeiter; damit war Elliott in der Zwischenkriegszeit der größte Arbeitgeber in Caversham. das Betriebsgelände erstreckte sich über 8 Acres (33.000 m²).

## Holzarbeiten

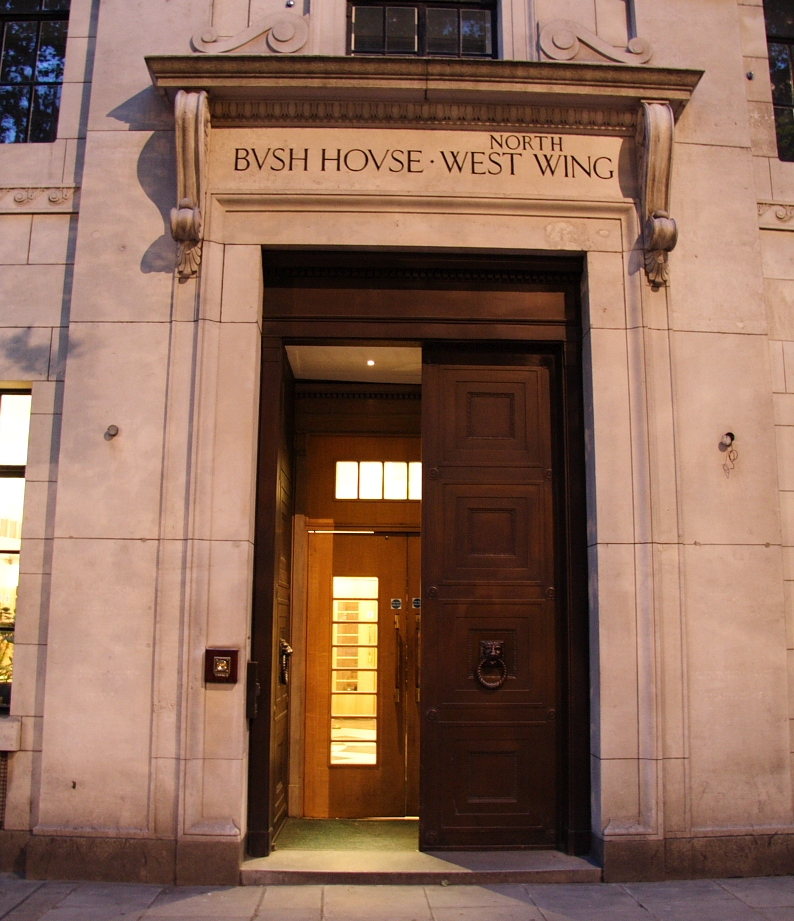
Türen von Elliott: Bush House, Aldwych, London

Elliotts Hauptgeschäft war die Holzverarbeitung. Das Unternehmen stellte individuell gestaltete Möbel und Inneneinrichtungen für Geschäfte, Banken und Kirchen, aber auch für private Landhäuser her. Elliotts Arbeiten galten als stilvoll und qualitativ äußerst hochwertig. Sie fanden und finden sich teilweise noch immer an bekannten Gebäuden in London und in der britischen Provinz, aber auch auf Schiffen:
- Elliott lieferte einige Bauteile für das 1923 eröffnete und 2003 abgerissene alte Wembley-Stadion in London. Dazu gehörten zwei 5 × 5 Meter große hölzerne Tore für einen der Eingänge, die als Royal Tunnel Gates bekannt wurden. Die Royal Tunnel Gates befanden sich an dem Eingang, durch den unter anderem die Mannschaften der Olympischen Sommerspiele 1948 ins Stadion gelangten. Sie wurden 2011 – acht Jahre nach dem Abriss des Stadions – für 5.875 £ versteigert. Außerdem fertigte Elliott die runden Fenster in den seitlichen Türmen des Stadions (sogenannte Twin Towers), die zu einem Wahrzeichen der Sportstätte wurden.[7][8]
- Zu Beginn der 1920er-Jahre war Elliott an der Ausstattung des Büro- und Geschäftshauses Bush House in der City of Westminster beteiligt, das wegen seiner Baukosten in Höhe von insgesamt 10 Mio. US-$ seinerzeit als „das teuerste Gebäude der Welt“ galt.[9] Von Elliott kamen unter anderem die äußeren Türen, innere Drehtüren und Vertäfelungen in den Innenräumen.
- Elliott baute Teile der hölzernen Inneneinrichtung des 1936 vom Stapel gelaufenen Passagierschiffs Queen Mary.

## Elliott im Automobilsektor

### Kriegsjahre
Wie zahlreiche andere Betriebe, kam auch Elliott durch die kriegsbedingte Umstellung der Wirtschaft in den Jahren ab 1914 zum Karosseriebau. Wegen des hohen Bedarfs an Fahrzeugen wurden in dieser Zeit auch fachfremde Betriebe zu Zulieferern der Automobilhersteller. Im Laufe des Ersten Weltkriegs produzierte Elliott dementsprechend Aufbauten für Militärfahrzeuge, darunter Truppentransporter. Die Entwicklung wiederholte sich im Zweiten Weltkrieg: Nachdem sich Elliott Ende der 1920er-Jahre vom Automobilbau abgewandt hatte, baute das Unternehmen ab 1939 Nutzfahrzeugkarosserien für Krankenwagen, Versorgungsfahrzeuge und Transportanhänger für Brieftauben. Die Fahrzeuge gingen an die britischen und nach dem Kriegseintritt der Vereinigten Staaten auch an die US-amerikanischen Streitkräfte.

### Elliott und Van den Plas
In den frühen 1920er-Jahren setzte Elliott den Karosseriebau zunächst in kleinem Umfang für Privatkunden fort. 1924 übernahm Elliott dann die britische Generalvertretung des belgischen Karosserieherstellers Van den Plas. In dieser Funktion zeigte Elliott auf mehreren Ausstellungen Fahrzeuge mit Van-den-Plas-Karosserien. Ein Bezug zum britischen Karosseriehersteller Vanden Plas bestand dagegen nicht. Elliotts Verbindung zu Van den Plas endete bereits nach einem Jahr wieder. 1925 und 1926 stellte Elliott einzelne Limousinen und Landaulets auf Fahrgestellen von Fiat und Voisin her. Eine Publikation zur Geschichte des Stadtteils Caversham aus dem Jahr 2012 bringt Elliott außerdem mit dem ebenfalls in Caversham ansässigen Automobilhersteller H.E. in Verbindung.

### Elliott und Healey

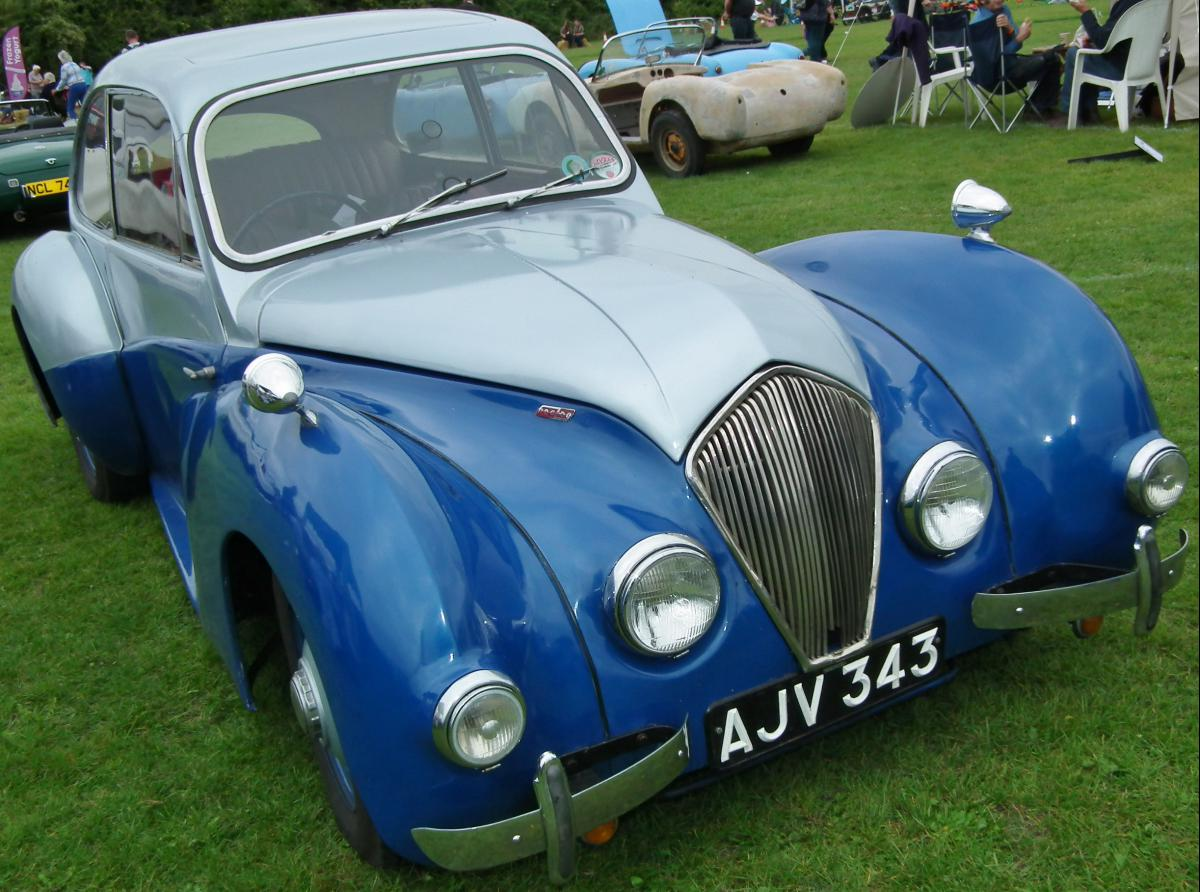
Healey Elliott

Nachdem die Regierungsaufträge für Militärfahrzeuge mit dem Ende des Zweiten Weltkriegs weggebrochen waren, bemühte sich Elliott ersatzweise um Aufträge aus der Privatwirtschaft, um ein zweites Standbein neben der Tischlerei zu behalten. Im November 1945 ergab sich eine Verbindung zu Donald Healey, der auf der Grundlage eines von Achille „Sammy“ Sampietro konstruierten Chassis die Aufnahme der Automobilproduktion plante. Healeys Konzept sah unterschiedliche Aufbauten vor, die er von verschiedenen Karosserieherstellern fertigen ließ. Während die Karosserie des Roadsters bei Westland entstand, ging der Auftrag für die Serienproduktion der geschlossenen Aufbauten an Samuel Elliott & Sons. Im Gegenzug beteiligte sich Elliott mit 1.000 £ an der Donald Healey Motor Company. Elliott baute standardisierte Aufbauten nach einem Design von Benjamin Bowden. Die Karosseriebleche wurden dabei an einem von Elliott konstruierten Gerüst aus Eschenholz befestigt. Das als Healey Elliott bezeichnete Auto wurde ab 1946 für 1.598 £ verkauft. Es war einer der schnellsten britischen Viersitzer seiner Zeit.
Die Beziehung zwischen Elliott und Healey war von Beginn an angespannt; Grund dafür waren vor allem wiederholte Zahlungsrückstände Healeys. 1948 stellte Elliott die Produktion von Karosserien für Healey ein und verkaufte seine Unternehmensanteile. Bis dahin waren je nach Quelle 101 oder 104 Elliott-Karosserien entstanden, deren Abverkauf sich bis 1950 hinzog. Danach übernahm Tickford die Fertigung äußerlich sehr ähnlicher Saloons.

### Die letzten Jahre
Nach dem Ende der Beziehung zu Healey setzte Elliott die Herstellung von Automobilkarosserien noch ein Jahrzehnt lang fort. Bis in die späten 1950er-Jahre hinein entstanden vor allem Nutzfahrzeugaufbauten, darunter mobile Röntgenstationen für den staatlichen Gesundheitsdienst National Health.  1951 – nach anderer Quelle 1955 – baute Elliott einige Padwin genannte Varianten des Invalidenfahrzeugs Invacar, daraus wurde aber kein dauerhaftes Geschäftsfeld. In den späten 1950er-Jahren entstanden schließlich noch einige exklusiv ausgestattete Wohnanhänger für wohlhabende Kunden, die eine Quelle dem Kreis der Roma zuordnet.